# Hampton Open 1975
L'Hampton Open 1975 è stato un torneo di tennis giocato sul sintetico indoor. È stata la 5ª edizione dell'Hampton Open, che fa parte del Commercial Union Assurance Grand Prix 1975. Si è giocato a Hampton negli Stati Uniti, dall'11 al 17 marzo 1975.

## Campioni

### Singolare
Jimmy Connors ha battuto in finale  Jan Kodeš con il punteggio di 3–6, 6–3, 6–0

### Doppio
Ian Crookenden /  Ian Fletcher hanno battuto in finale  Karl Meiler /  Jan Písecký con il punteggio di 6–2, 6–7, 6–4